# تمرد ماريتز
كان تمرد ماريتز، الذي يُعرف أيضًا باسم تمرد البوير أو تمرد خمسة شلنات، تمردًا مسلحًا في جنوب إفريقيا في عام 1914، بداية الحرب العالمية الأولى، قاده البوير الذين دعموا إعادة إنشاء جمهورية جنوب إفريقيا في الترانسفال. كان العديد من أعضاء حكومة جنوب إفريقيا أنفسهم من البوير السابقين الذين قاتلوا مع متمردي ماريتز ضد البريطانيين في حرب البوير الثانية، والتي انتهت قبل اثني عشر عامًا. فشل التمرد، وتلقى زعماؤه غرامات كبيرة وواجهوا أحكامًا بالسجن.

## مقدمة
في نهاية حرب البوير الثانية قبل اثني عشر عامًا، طُلب من جميع مقاتلي البوير السابقين التوقيع على تعهد بالتزام شروط السلام. رفض البعض مثل دينيس ريتز التوقيع ونُفيوا من جنوب إفريقيا. على مدار العقد التالي، عاد الكثيرون إلى ديارهم، ولم يوقعوا جميعًا على التعهد عند العودة. في نهاية حرب البوير الثانية، عُرف الذين قاتلوا حتى النهاية من البوير باسم «بيترياندرز». مع اندلاع التمرد، أصبح أولئك الذين لم يمضوا التعهد وأرادوا بدء حرب جديدة يُعرفون أيضًا بنفس الاسم.
كتب صحفي ألماني أجرى مقابلة مع الجنرال السابق من البوير جي بي إم هيرتزوغ لصحيفة تاغليش رانشو:
«يعتقد هيرتزوج أن ثمرة صراع البوير الذي استمر ثلاث سنوات هو أن حريتهم، على هيئة جمهورية إفريقية جنوبية ستصبح بمتناولهم بمجرد دخول أنجلترا حربًا مع قوة قارية.

## اندلاع الحرب العالمية الأولى
كان اندلاع الأعمال العدائية في أوروبا في أغسطس من العام 1914 متوقعًا منذ فترة طويلة، وكانت حكومة اتحاد جنوب إفريقيا تدرك جيدًا أهمية الحدود المشتركة بين جنوب إفريقيا والمستعمرة الألمانية في جنوب غرب إفريقيا. أبلغ رئيس الوزراء لويس بوثا لندن أن جنوب إفريقيا قادرة على الدفاع عن نفسها وأن الحامية الإمبراطورية بإمكانها المغادرة إلى فرنسا. عندما سألت الحكومة البريطانية بوتا عما إذا كانت قواته ستغزو جنوب غرب إفريقيا الألمانية، كان الرد أنها قادرة على ذلك وستفعل فعلتها.
حُشدت القوات الجنوب أفريقية على طول الحدود بين البلدين تحت قيادة الجنرال هنري لوكين والكولونيل ماني ماريتز في أوائل سبتمبر من العام 1914. وفي 19 سبتمبر من العام 1914، احتلت قوة أخرى ميناء لودريتز الألماني.

## التمرد
عارض القائد العام لقوة دفاع الاتحاد العميد كريستيان فريدريك بايرز قرار حكومة جنوب إفريقيا القيام بعمليات هجومية. استقال من منصبه في 15 سبتمبر 1914، وكتب «إنه لأمر محزن أن  تندلع الحرب ضد بربرية الألمان. لقد غفرنا لهم ولكننا لم ننسى كل الأعمال الهمجية التي ارتكبت في بلادنا خلال الحرب، في إشارة إلى الفظائع التي ارتكبت خلال حرب البوير. انضم عضو المنتخب لمجلس الشيوخ الجنرال كوس دي لا ري، الذي رفض دعم الحكومة في البرلمان بشأن هذه القضية، إلى بايرز. في 15 سبتمبر، انطلقوا معًا لزيارة الرائد جان كيمب في بوتشيفستروم، وهو الذي كان لديه مستودع أسلحة كبير وقوة قوامها 2000 رجل أنهوا تدريباتهم للتو، ويعتقد أن العديد منهم متعاطفون مع أفكار المتمردين.
على الرغم من أن دوافع زيارتهم لم تكن واضحة،، إلا أن حكومة جنوب إفريقيا كانت ترى الزيارة محاولة للتحريض على التمرد، كما ورد في الكتاب الأزرق الحكومي حول التمرد. وفقًا للجنرال بايرز، كان من المقرر مناقشة خطط الاستقالة المتزامنة لكبار ضباط الجيش احتجاجًا على تصرفات الحكومة، على غرار ما حدث في بريطانيا قبل ذلك بعامين بعيد حادث كوراغ بشأن قانون الحكم الذاتي الأيرلندي. وهو في طريقه إلى اجتماع، أطلق شرطي النار على سيارة دي لا ري عند حاجز طريق نُصب للبحث عن عصابة فوستر. أصيب دي لا ري وقتل في الحادث.